# Zacarías González Velázquez

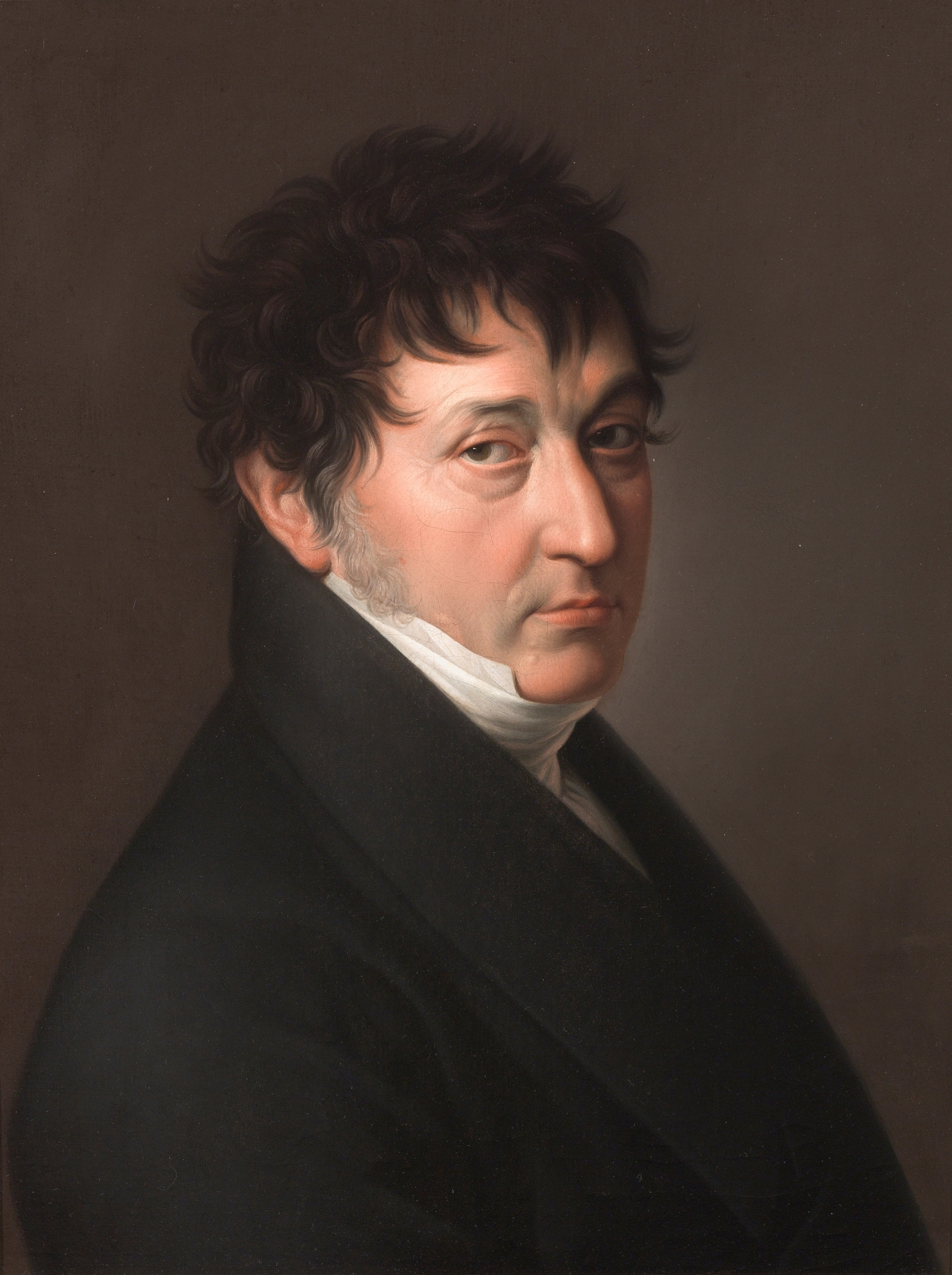
Zacarías González Velázquez, Selbstporträt

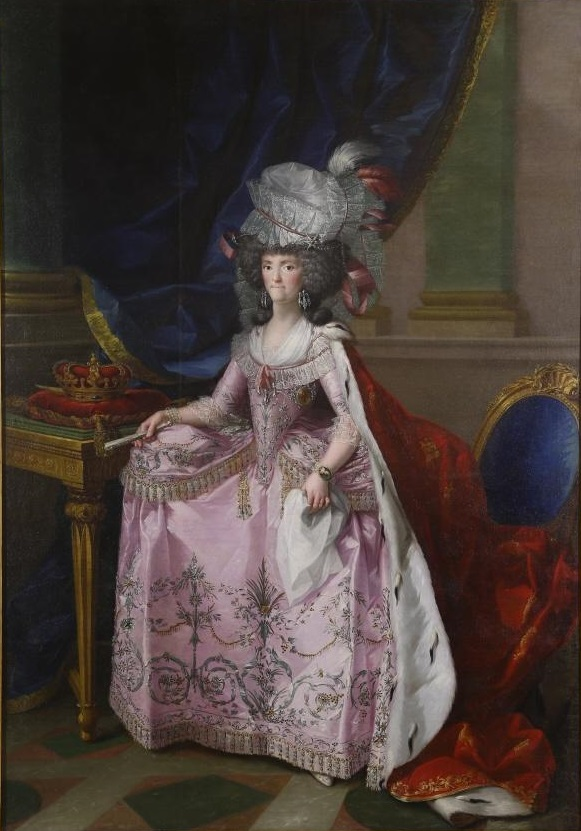
Maria Luise von Bourbon-Parma, um 1790 porträtiert von González Velázquez

Zacarías González Velázquez (* 5. November 1763 in Madrid; † 30. Januar 1834 ebenda) war ein spanischer Maler.

## Leben
Zacarías Velázquez entstammte einer Madrider Künstlerfamilie. Der Vater Antonio González Velázquez wurde 1765 Direktor der
Real Academia de Bellas Artes de San Fernando. Der Großvater Pablo González Velázquez (1664–1727), ein Bildhauer des Barock, war 1702 nach Madrid gekommen. Die Onkel Luis González Velázquez (1715–1763) und Alejandro González Velázquez (1719–1772) waren Maler. Letzterer war überdies Architekt. Zacarías’ Brüder  Isidro (1765–1840) und Cástor (1768–1822) wurden ebenfalls Maler.
1777 nahm der Vater den Sohn in die Academia auf. Zacarías Velázquez studierte dort bei Mariano Salvador Maella (1739–1819) Porträtmalerei. Gegen Ende des zweiten Studienjahres gewann er einen ersten Preis für eines seiner Gemälde. Nach dem Studienabschluss 1782 bekam er sofort Aufträge – malte einige Räume des Königlichen Palastes El Pardo mit Motiven aus der Mythologie aus. In der Madrider Real Fábrica de Tapices wirkte er als  Gobelin-Entwurfszeichner. In der Catedral de la Asunción de Jaén, der Kathedrale von Toledo und in der Madrider Kirche Oratorio del Caballero de Gracia arbeitete er als Dekorationsmaler. An der Academia setzte er seine Studien fort, machte 1790 einen weiteren Abschluss und war dort 1793 bis 1807 Honorarprofessor. Während der Napoleonischen Kriege wurde er in der Academia stellvertretender Direktor für Malerei und dann später – 1828 bis 1831 – Direktor der Akademia.

## Einzelnachweis
1. ↑  Eintrag in der Bibliothèque nationale de France

| Personendaten    | Personendaten                         |
| ---------------- | ------------------------------------- |
| NAME             | Velázquez, Zacarías González          |
| ALTERNATIVNAMEN  | Velázquez, González Zacarías y Tolosa |
| KURZBESCHREIBUNG | spanischer Maler                      |
| GEBURTSDATUM     | 5. November 1763                      |
| GEBURTSORT       | Madrid                                |
| STERBEDATUM      | 30. Januar 1834                       |
| STERBEORT        | Madrid                                |